# José Bonifácio (São Paulo)
José Bonifácio es un municipio brasileño situado en el estado de São Paulo. Según el censo de 2022, tiene una población de 36 633 habitantes.
Posee un área de 860.20 km².

## Demografía
Datos del Censo - 2010 
Población total: 32.763
- Urbana: 29.684
- Rural: 3.079
- Hombres: 16.351
- Mujeres: 16.412

Densidad demográfica (hab./km²): 38,1
Mortalidad infantil hasta 1 año (por mil): 8,96
Expectativa de vida (años): 75,42
Tasa de fertilidad (hijos por mujer): 2,31
Tasa de alfabetización: 90,16%
Índice de Desarrollo Humano (IDH-M): 0,777 (PNUD)
- IDH-M Salario: 0,746
- IDH-M Longevidad: 0,840
- IDH-M Educación: 0,866

(Fuente: IPEADATA)

## Hidrografía
- Río Tieté

## Carreteras
- SP-425 - Carretera Assis Chateaubriand
- BR-153 - Carretera Transbrasiliana

## Economía
El sector terciario es el más relevante de la economía de José Bonifácio, con 62,3% del PIB. La industria corresponde a 29,1%. La actividad agropecuaria representa el 8,4% del PIB.[cita requerida]